# Noenoe Silva
Noenoe K. Silva (Oʻahu, 19 de outubro de 1954) é uma autora e acadêmica havaiana. Professora de ciência política na Universidade do Havaí em Mānoa, seu trabalho apareceu nos jornais Biography, American Studies, e The Contemporary Pacific.

## Biografia
Noenoe Silva nasceu em Oʻahu, no Havaí, e é descendente de Kanaka Maoli. Retornou ao Havaí em 1985, após crescer na Califórnia, nos Estados Unidos. Em 1991, obteve o bacharelado em língua havaiana. Em 1993, concluiu o mestrado em Biblioteconomia e Estudos da Informação e, em 1999, o doutorado em ciência política.

## Trabalho
Enquanto ainda era doutoranda, Noenoe foi fundamental na redescoberta das Petições Kūʻē, que foram apresentadas ao governo dos Estados Unidos, em 1897, numa tentativa de impedir a anexação americana do Havaí. As petições formaram parte da base para seu livro Aloha Betrayed: Native Hawaiian Resistance to American Colonialism, um exame dos relatos em língua havaiana sobre a queda do Reino Havaiano.
Em 2006, Noenoe recebeu uma bolsa Katrin H. Lamon da Escola de Pesquisa Avançada para continuar sua pesquisa por meio da construção de um banco de dados de autores havaianos.
Noenoe também contribuiu para a publicação A Dictionary of the Hawaiian Language, uma reimpressão atualizada do primeiro dicionário havaiano-inglês preparado por Lorrin Andrews, em 1865, que foi publicado pela Island Heritage, em 2003.

## Prêmio
Sua obra "Aloha Betrayed" recebeu o Prêmio Kenneth W. Baldridge, da Universidade Brigham Young – Havaí.